# Domaszów (obwód wołyński)
Domaszów (ukr. Домашів) – wieś na Ukrainie w rejonie łuckim obwodu wołyńskiego.

## Historia
Pod koniec XIX w. wieś w gminie Silno, w powiecie łuckim.
Do 2020 w rejonie kiwereckim. 